# Freelite
Freelite ist der Markenname eines Immunassays zur Bestimmung freier Leichtketten, hergestellt und vertrieben vom englischen Diagnostikunternehmen The Binding Site mit Sitz in Birmingham. Die Bestimmung freier Leichtketten nimmt eine bedeutende Rolle in der Diagnose und dem Monitoring Monoklonaler Gammopathien wie der Monoklonalen Gammopathie unklarer Signigifkanz (MGUS), der AL-Amyloidose oder des Multiplen Myeloms ein. Darüber hinaus ist der Test auch von Bedeutung bei Erkrankungen mit polyklonaler Erhöhung freier Leichtketten wie dem Sjögren-Syndrom und rheumatoider Arthritis sowie bei der Multiplen Sklerose.

## Biologischer Hintergrund
Leichtketten sind kleine Moleküle (Proteine), die in kovalenter Verbindung mit den sogenannten schweren Ketten die intakten Immunglobuline (Antikörper) bilden (je zwei schwere Ketten und je zwei Leichtketten). Man unterscheidet hierbei zwischen dem Leichtkettentyp Kappa (κ) und Lambda (λ), wobei jeweils immer nur ein Typ dieser beiden in einem intakten Immunglobulin vorliegt. Bei gesunden Menschen werden neben intakten Immunglobulinen auch kleine Mengen freier (also nicht an schwere Ketten gebundene) Leichtketten von den sogenannten Plasmazellen gebildet (ca. 40 % Überschuss im Vergleich zu den in intakten Immunglobulinen gebundenen Leichtketten; insgesamt ca. 0,5 g - 1 g pro Tag; ungefähr doppelt so viel κ wie λ; Produktionsverhältnis 2 κ : 1 λ) und ins Blut abgegeben.  Typischerweise liegt die freie Leichtkette κ im Serum als monomeres Molekül mit einem Molekulargewicht von ca. 25 kDa vor. Die freie Leichtkette λ bildet hingegen i. d. R. ein kovalent verbundenes dimeres Molekül mit einem Molekulargewicht von ca. 50 kDa. Aufgrund der geringen Größe bzw. des geringen Molekulargewichts können die freien Leichtketten das Blut über den Filter der Niere (Nierenkörperchen) verlassen, gelangen in die Nierenkanälchen (Tubuli), werden dort fast vollständig rückgewonnen und in den Tubuluszellen abgebaut. Bei Menschen mit einer normalen Nierenfunktion und normalen Produktion freier Leichtketten kommt es aufgrund der unterschiedlichen Filtrationsgeschwindigkeit der Niere (κ wird aufgrund der geringeren Größe etwa doppelt so schnell filtriert wie λ) zu einem Verhältnis der beiden Moleküle im Blut bzw. Serum von 2 κ : 1 λ (κ/λ-Ratio; liegt im Mittel bei 0,63; der normale Bereich liegt im Serum zwischen 0,26 und 1,65).  Eine krankhafte Veränderung der Produktion freier Leichtketten durch monoklonale Plasmazellen, wie sie bei Monoklonalen Gammopathien auftritt, kann zu einer Erhöhung der Konzentration von typischerweise eines Typs der freien Leichtketten im Serum führen (wie auch die intakten Immunglobuline werden solche abnormalen monoklonalen freien Leichtketten als monoklonales Protein bezeichnet). Diese Erhöhung spiegelt sich auch in einer erhöhten (bei κ-Überproduktion) bzw. erniedrigten (bei λ-Überproduktion) κ/λ-Ratio im Serum wider. Es ist zu beachten, dass, aufgrund der Kapazität der Reabsorptionsfähigkeit der Niere von 10–30 g Protein pro Tag, signifikante Mengen freier Leichtketten nur bei einer starken Überproduktion oder Verlust der Reabsorptionsfähigkeit der Niere in den Urin gelangen.
Eine Überproduktion monoklonaler freier Leichtketten ist bei fast allen Monoklonalen Gammopathien zu finden (z. B. bei ca. 90 % aller Patienten mit Multiplem Myelom).  Diese Tatsache bildet die Grundlage für die klinische Bedeutung der Bestimmung freier Leichtketten.
Chronisch-entzündliche Prozesse, wie bei einer Multiplen Sklerose, sind meist durch eine intrathekale Antikörperproduktion im zentralen Nervensystem charakterisiert. Es kann hierbei auch zu einer erhöhten Konzentration der freien Leichtkette κ im Liquor kommen. Eine Bestimmung freier Leichtketten in solchen Proben ist ebenfalls möglich.

## Messprinzip
Der Freelite-Test basiert auf dem Prinzip einer Antigen-Antikörper-Reaktion in Lösung. Beim Antigen handelt es sich in diesem Fall um bestimmte Epitope der freien Leichtketten, die ansonsten in intakten Immunglobulinen unzugänglich sind. Dadurch ist diese Messmethode hochspezifisch für diesen speziellen Parameter. Der Antikörper, der mit einem Epitop der freien Leichtketten reagiert, indem er daran bindet, ist Bestandteil des Tests (die sog. Detektionsantikörper; monospezifische polyklonale Schaf-Antikörper). Dabei bilden die Detektionsantikörper mit den Epitopen der freien Leichtketten höhermolekulare, unlösliche Komplexe. Um die Empfindlichkeit der Messung zu verstärken, sind die Detektionsantikörper des Freelite-Tests an Polystyren-Latex-Partikel mit geeigneter Größe gekoppelt.
Die tatsächliche Messung basiert, je nach verwendetem Gerät, auf einem turbidimetrischen oder nephelometrischen Messprinzip. Bei der Turbidimetrie wird Licht durch eine Küvette gestrahlt, in der die Antigen-Antikörper-Reaktion stattfindet. Die Menge des Lichts, welches die Lösung passieren kann, wird mit Hilfe eines optischen Linsen-Systems fokussiert und gemessen. Dabei verhält sich die Konzentration der freien Leichtketten umgekehrt proportional zur Menge des eingestrahlten Lichts. Bei der nephelometrischen Messung hingegen, wird die Lichtstreuung ermittelt, indem die Intensität des Lichts in einem definierten Winkel zum eingestrahlten Licht gemessen wird. Die Konzentration der freien Leichtketten wird nach der Messung automatisch anhand einer zuvor erstellten und im entsprechenden Analysegerät hinterlegten Kalibrationskurve berechnet und ausgegeben.
Zu beachten ist, dass die beiden freien Leichtketten κ und λ jeweils getrennt gemessen werden müssen. Aufgrund der Komplexität der freien Leichtketten als Analyten sind probenspezifische Verdünnungsphänomene möglich, die sich in nichtlinearen Messergebnissen in verschiedenen Verdünnungen oder einem Antigenüberschuss äußern können. Moderne Analysegeräte besitzen z. T. die Eigenschaft solche Anomalien zu erkennen und automatisch weitere Messungen durchzuführen. Im Zweifelsfall ist eine genauere Beurteilung der Messergebnisse durch den durchführenden Anwender empfehlenswert. Diese Anomalien sind allerdings selten und durch ein konsistentes und konsequentes Vorgehen (z. B. durch Befolgen des gerätespezifischen Verdünnungsschemas) i. d. R. gut zu identifizieren, was verlässliche Messergebnisse gewährleistet. Die untere Nachweisgrenze von Freelite liegt bei ca. 1 mg/l und damit unterhalb des physiologischen Normalbereichs.

## Klinische Bedeutung
Die Bestimmung freier Leichtketten ist ein zentraler Laborparameter bei der Abklärung auf eine Monoklonale Gammopathie, insbesondere des Multiplen Myeloms aber auch ähnlicher Erkrankungen und Vorstufen wie der Monoklonalen Gammopathie unklarer Signifikanz, des schwelenden Multiplen Myeloms (SMM) oder der AL-Amyloidose. Auch im Krankheitsverlauf dienen Werte der freien Leichtketten zur Beurteilung des Therapieansprechens, der Prognose des weiteren Verlaufs der Erkrankung und der frühzeitigen Erkennung einer bevorstehenden Progression bzw. eines Rezidivs.
Die Konzentration der freien Leichtketten bzw. der daraus gebildeten κ/λ-Ratio erlaubt meist – außer bei sogenannten nichtsekretorischen Formen der Erkrankung bei der keine freien Leichtketten oder intakte Immunglobuline von der Zelle ausgeschieden werden – einen Rückschluss auf das Vorliegen einer monoklonalen Anreicherung bösartiger Plasmazellen (Referenzbereiche: κ = 3,30 - 19,40 mg/l, λ = 5,71 – 26,30 mg/l, κ/λ-Ratio = 0,26 - 1,65). Die κ/λ-Ratio spiegelt demnach die Klonalität der Erkrankung wider. Am Beispiel eines Multiplen Myeloms mit einer κ-Überproduktion äußert sich dies beispielsweise in einer Erhöhung der Konzentration der freien Leichtkette κ (z. B. 350 mg/l), einer freien Leichtkette λ innerhalb oder unterhalb des Referenzbereichs (z. B. 10 mg/l) und einer daraus resultierenden erhöhten κ/λ-Ratio (anhand der beispielhaften zuvor genannten Konzentrationen hier: 35).

### Risikostratifizierung MGUS und SMM
In Studien konnte gezeigt werden, dass verschiedene Risikofaktoren eine Progression der Vorerkrankungen MGUS und SMM begünstigen können, für eine Prognose zu Rate gezogen werden können und deshalb deren Bestimmung Bestandteil von hämatologischen Leitlinien ist. Das Risikostratifizierungsmodell für MGUS-Patienten umfasst folgende Parameter:
- abnormale κ/λ-Ratio
- monoklonales Protein im Serum (Quantifizierung eines Peaks in der Serumproteinelektrophorese) ≥ 15 g/l
- Immunglobulin (vom Typ IgA, IgM, IgD oder IgE)

Für SMM-Patienten gelten hingegen folgende Faktoren als Risiko für eine Progression (sind mindestens zwei dieser Faktoren erfüllt, spricht man von Hochrisiko-SMM-Patienten):
- abnormale Ratio der von der monoklonalen Plasmazelle produzierten freien Leichtkette (involvierte freie Leichtkette, iFLC) zu den von polyklonalen Plasmazellen produzierten freien Leichtketten (nicht-involvierte freie Leichtkette, uFLC) – bei einem λ-SMM also λ/κ-Ratio – von > 20
- monoklonales Protein im Serum (Quantifizierung eines Peaks in der Serumproteinelektrophorese) > 20 g/l
- > 20% Plasmazellen im Knochenmark

### Bedeutung beim Multiplen Myelom
Die freien Leichtketten sind zentrale Parameter bei der Untersuchung von Patienten mit Verdacht auf ein Multiples Myelom oder in der Kontrolle des Krankheitsverlaufs bzw. des Erfolgs einer Therapie:
- Diagnose: Bestandteil der sogenannten SLiM-Kriterien. eine κ/λ-Ratio von ≥ 100 bzw. ≤ 0,01 (bei gleichzeitiger Konzentration der iFLC von ≥ 100 mg/l) stellt zusammen mit mindestens 10 % monoklonalen Plasmazellen im Knochenmark bzw. einem nachgewiesenen Plasmozytom (durch Biopsie bestätigt) ein myelomdefinierendes Ereignis dar.[1][5][19]
- Response: Bei einer ausschließlichen Produktion freier Leichtketten wird das Ansprechen von Patienten auf eine bestimmte Therapie auf Grundlage der Änderung der Konzentration freier Leichtketten bewertet. Dabei gelten folgende Grenzwerte für die verschiedenen Remissionskriterien:[4][24]
  - partielle Remission (PR): Reduktion der Differenz aus iFLC- und uFLC-Konzentration (dFLC) ≥ 50%
  - sehr gute partielle Remission (VGPR): Reduktion der dFLC ≥ 90%
  - stringente komplette Remission (sCR): Normalisierung der κ/λ-Ratio
- Progress: Bei einem Anstieg der dFLC von 25 % (bei einem absoluten Anstieg von > 100 mg/l)[25]

### Bedeutung bei der AL-Amyloidose
Patienten mit einer MGUS und einer abnormaler κ/λ-Ratio haben ein erhöhtes Risiko zur Entwicklung einer AL-Amyloidose. Außerdem ist eine dFLC von ≥ 180 mg/l ein Prognosemarker und Risikofaktor für eine aggressive Erkrankung. Zur Kontrolle des Erfolgs einer Therapie einer AL-Amyloidose dienen die freien Leichtketten, wie auch beim Multiplen Myelom, als wichtige Parameter:
- PR: Bei einer Reduktion der dFLC > 50%
- VGPR: Bei einer dFLC < 40mg/l
- CR: Bei einer Normalisierung der κ/λ-Ratio

### Fokus aktueller Forschung
Die Bestimmung der freien Leichtketten wird aktuell als Alternative zum Test auf oligoklonale Banden im Liquor untersucht und zeigt in bisherigen Studien vielversprechende Ergebnisse.
Eine große Populationsstudie in Island untersucht zurzeit den möglichen Nutzen einer generellen Untersuchung der gesamten Bevölkerung im Alter von über 40 Jahren auf das Vorliegen einer MGUS und der anschließenden regelmäßigen Nachuntersuchung unabhängig von eventuellen Risikofaktoren.

## Unterschiede zu anderen Tests

### Vergleich zu elektrophoretischen Methoden
Mit Freelite kann im direkten Vergleich zu elektrophoretischen Analysemethoden (wie der Serumproteinelektrophorese und der Immunfixationselektrophorese) eine weit höhere Sensitivität erreicht werden. Die untere Nachweisgrenze für monoklonale Proteine beträgt für die Serumproteinelektrophorese minimal etwa 500 mg/l und für die Immunfixationselektrophorese im Serum etwa 100 mg/l. Das untere Limit liegt mit Freelite bei 1 mg/l. Aufgrund starker Schwankungen bei Konzentrationen unterhalb von 10 g/l wird die Serumproteinelektrophorese für Quantifizierungen von monoklonalen Proteinen erst ab einer Konzentration von über 10 g/l (also ≥ 10000 mg/l) empfohlen.

### Vergleich von Probenmaterialien Serum mit Urin
Aus klinischer Sicht ist eine Bestimmung der freien Leichtketten aus Serumproben aufgrund des beschriebenen Einflusses des Stoffwechsels von weit größerer Aussagekraft. Darüber hinaus haben sich Serumproben als stabiler und deren Ergebnisse reproduzierbarer als von Urinproben erwiesen. Urinproben können auf unterschiedliche Weise (z. B. 24-Stunden-Urin, Spontanurin, erster Morgenurin etc.) gewonnen werden, was einen Einfluss auf die Messergebnisse haben kann. Urinproben sind zudem anfälliger für Kontaminationen, was die Verlässlichkeit der Messergebnisse bei diesem Probenmaterial zusätzlich senkt. Eine turbidimetrische oder nephelometrische Bestimmung freier Leichtketten von Urinproben ist dennoch möglich, wobei die Leitlinien bei Verdacht auf eine Monoklonale Gammoapthie bzw. bei Kontrollen während einer Therapie lediglich eine solche Bestimmung nur im Serum empfehlen. Unter Umständen kann die Konzentration freier Leichtketten im Urin bei spezieller Fragestellung einen Rückschluss auf die Nierenfunktion bzw. das Maß der Überproduktion freier Leichtketten im Vergleich zur Reabsorptionskapazität der Niere erlauben. Prinzipiell ist eine geringe bis sehr geringe Konzentration freier Leichtketten im Urin bei Personen mit gesunder Nierenfunktion die Regel, soweit die Reabsorptionskapazität der Niere durch überproduzierte freie Leichtketten nicht überschritten wird.

### Vergleich zur Bestimmung der Gesamtleichtkettenkonzentration
Der Test zur Bestimmung der Gesamtleichtketten unterscheidet sich grundlegend von Freelite. Es werden nicht nur die frei vorliegenden Leichtketten quantifiziert, sondern auch die in intakten Immunglobulinen gebundenen Leichtketten. Der Anteil, welcher durch polyklonale intakte Immunglobuline hervorgerufen wird, hat hierbei einen großen Effekt auf die Messergebnisse (das Verhältnis von freien Leichtketten zu gebundenen Leichtketten beträgt – je nach Menge der Tumorproduktion – ca. 1:250). Bei der Bestimmung von Gesamtleichtketten liegen die Ergebnisse im Grammbereich, wohingegen mit Freelite im Milligrammbereich gemessen wird. Dieser entspricht dem typischen und physiologisch normalen wie auch dem (bei den allermeisten Proben) pathologischen Konzentrationsbereich. Es ergibt sich bei der Bestimmung der Gesamtleichtketten ein Messbereich mit weit geringerer Sensitivität, insbesondere für Patienten mit einer ausschließlichen Produktion freier Leichtketten, die unter Umständen nicht als Patienten mit einer monoklonalen Gammopathie identifiziert werden können. Die Verwendung dieses Tests wird zur Abklärung einer Monoklonalen Gammopathie oder in deren Verlaufskontrolle dementsprechend nicht empfohlen.

### Vergleich zu anderen FLC-Assays
Ein Alleinstellungsmerkmal von Freelite im Vergleich zu Tests anderer Anbieter ist die Verwendung hochspezifischer polyklonaler Detektionsantikörper in einem turbidimetrischen bzw. nephelometrischen Testverfahren. Bisherige Studien zeigen, dass sich die Ergebnisse der verschiedenen anderen Tests von Freelite (und voneinander) unterscheiden, wodurch keine Vergleichbarkeit gegeben ist. Diese Unterschiede können Auswirkungen auf die klinische Beurteilung der Patienten haben. Die Leitlinien beziehen sich bei ihren Empfehlungen außerdem ausschließlich auf Freelite und nicht auf Tests anderer Hersteller.